# باولو سيزار باتيستا
باولو سيزار باتيستا (بالبرتغالية: Paulo César Batista dos Santos‏) (25 مارس 1967 في البرازيل - ) هو لاعب كرة قدم برازيلي في مركز قلب الدفاع. شارك مع منتخب البرازيل لكرة القدم. أما مع النوادي، فقد لعب مع أتلتيكو باراناينسي وأتلتيكو مينييرو وغريميو بورتو أليغرينزي وكولو-كولو ونادي بنفيكا ونادي بونتي بريتا ونادي غواراني ونادي فاسكو دا غاما ونادي كروزيرو وCruzeiro Esporte Clube (PB) ‏ وأسوسياو أتليتيكا إنترناسيونال ‏.

## وصلات خارجية
- باولو سيزار باتيستا على موقع قاعدة بيانات كرة القدم.إي يو (الإنجليزية)
- باولو سيزار باتيستا على موقع ناشيونال فوتبول تيمز (الإنجليزية)